# Ziebigk
Ne doit pas être confondu avec  Ziebigk (Prosigk).
Ziebigk est un quartier de Dessau-Roßlau, une ville-arrondissement allemande située dans le Land de Saxe-Anhalt. 

## Géographie
Ziebigk se trouve à environ deux kilomètres au nord-ouest du centre-ville de Dessau-Roßlau.